# Колекція давньогрецьких ваз «Ермітажу»

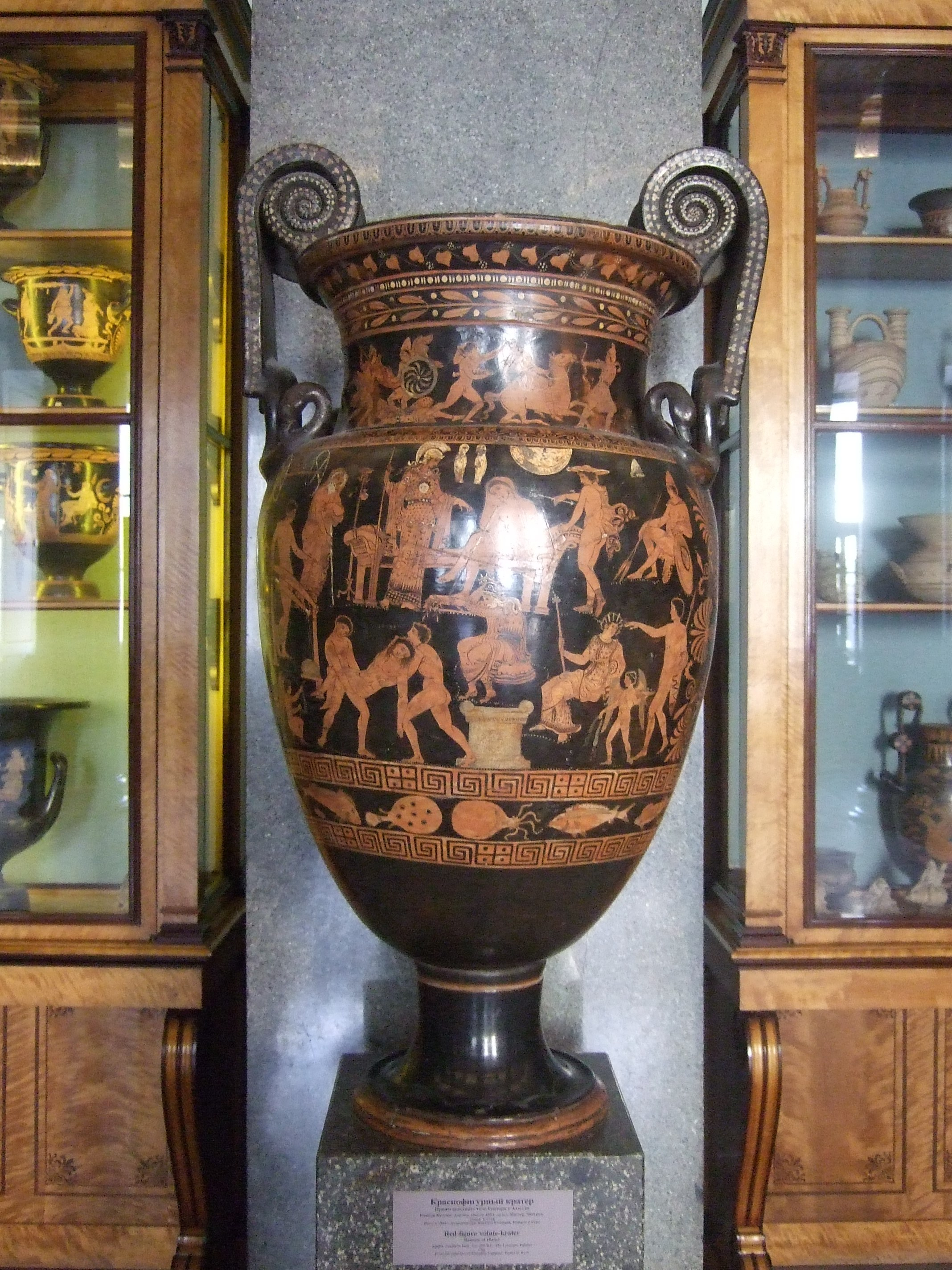
Червонофігурний кратер

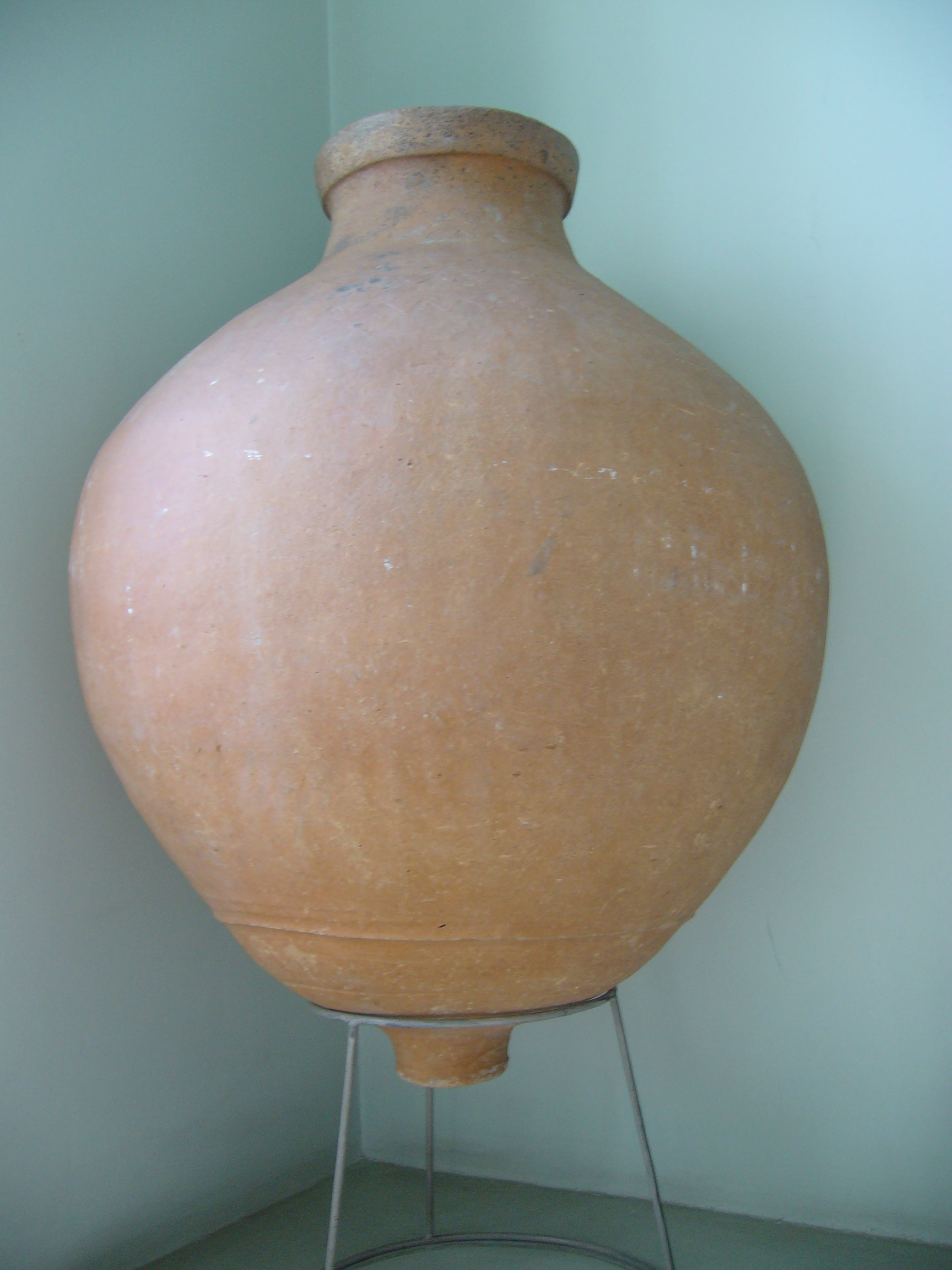
Сільськогосподарський піфос (Херсонес, Крим)

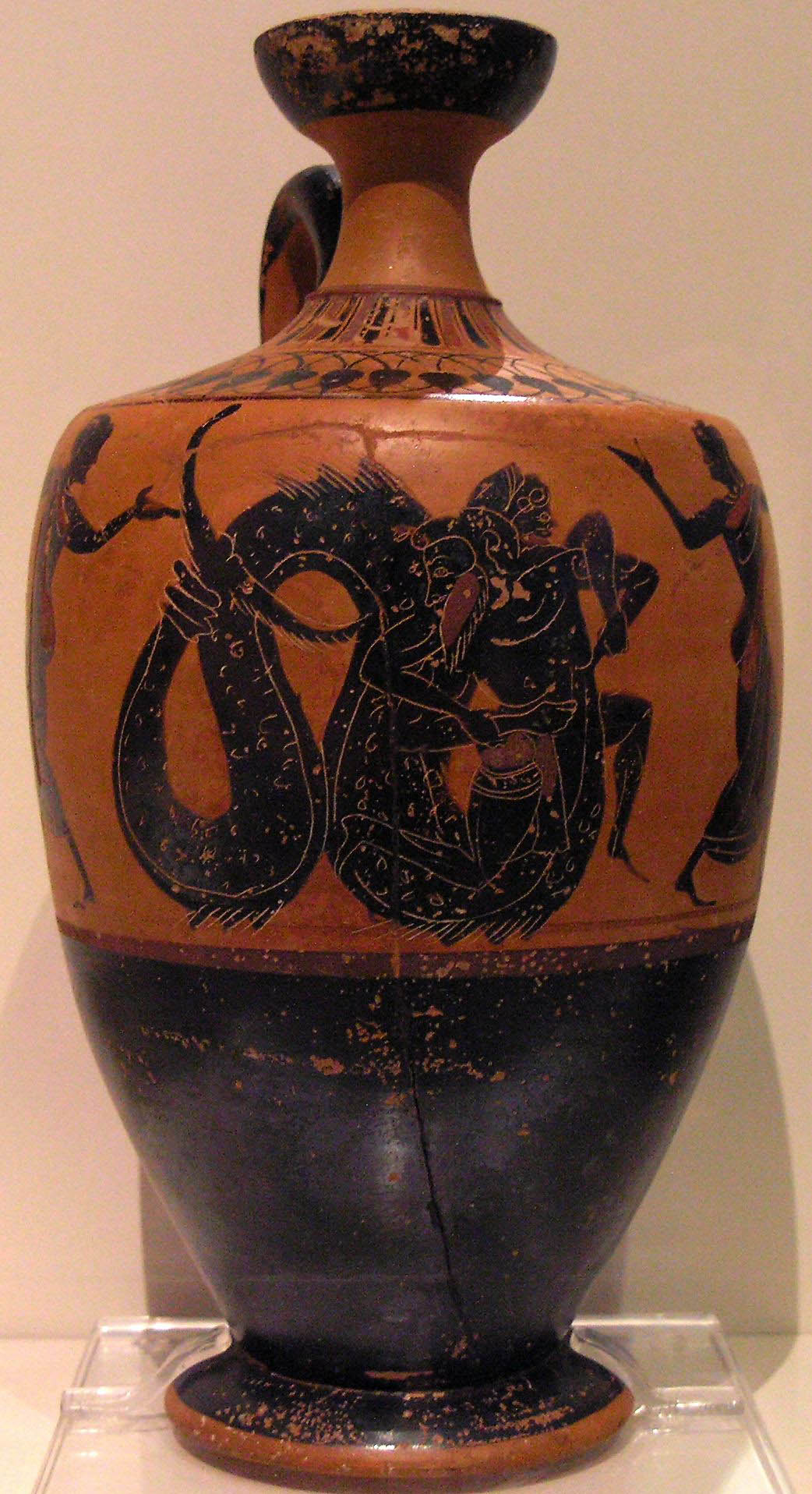
Двобій Геракла з тритоном, дві вази в збірці

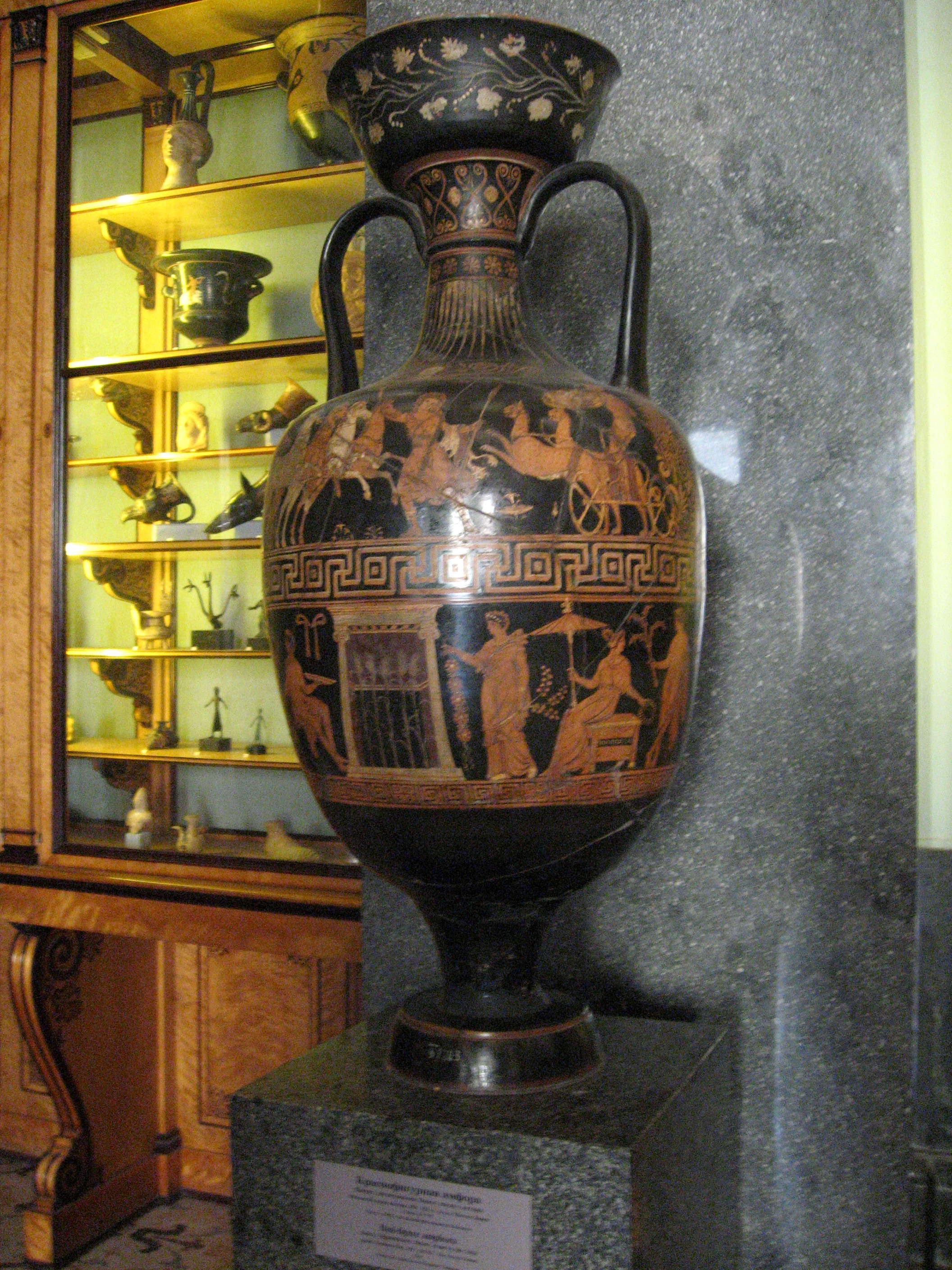

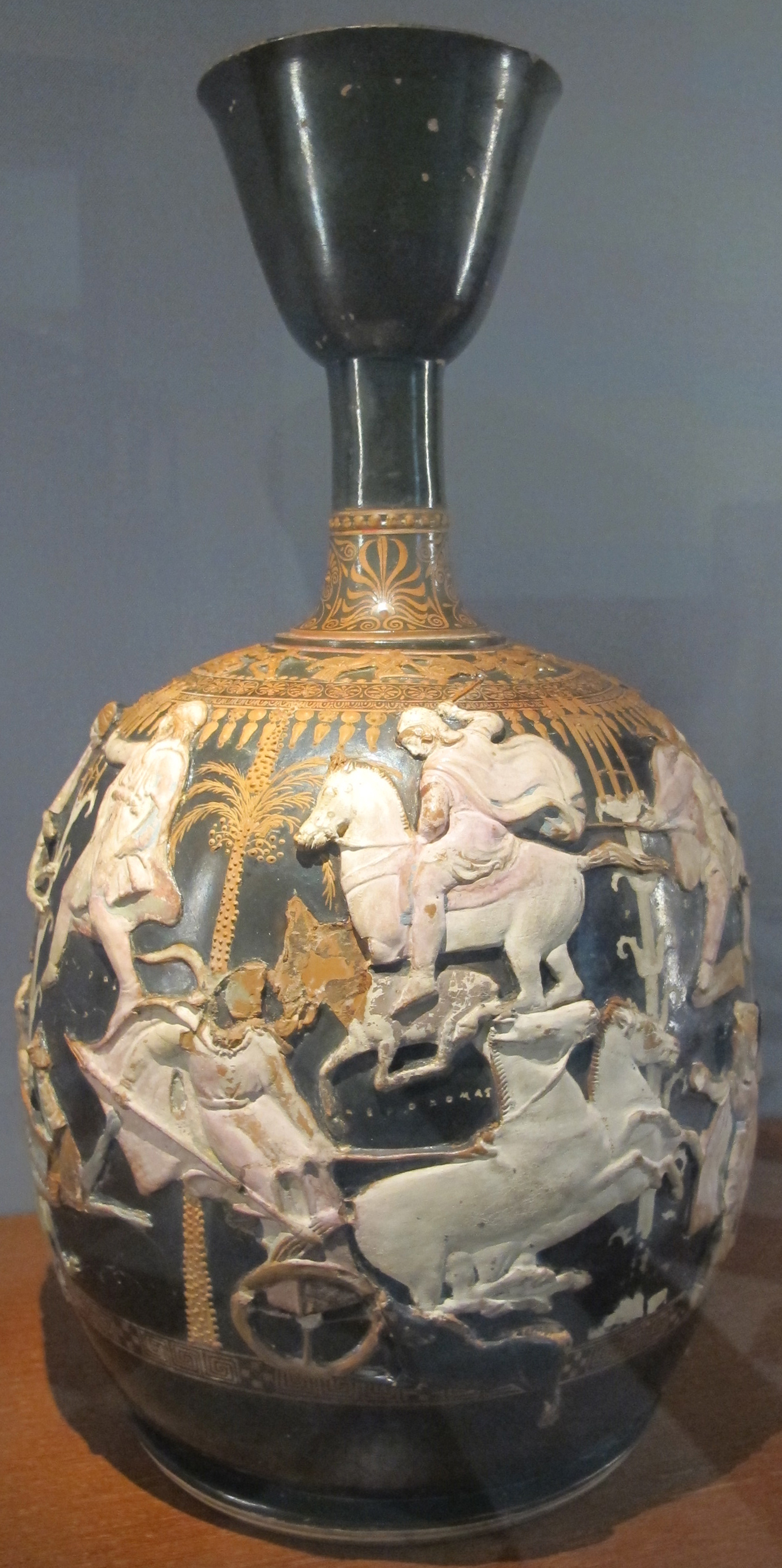
Великий лекіф з фантастичними сценами, Аттика, 390—380 рр. до н. е.

Ермітаж, давньогрецькі вази — уславлена музейна збірка давньогрецьких ваз, котру зберігає і частково демонструє музей Ермітаж.

## Історія колекції, початок
Давньогрецькі вази тривалий час не привертали помітної уваги колекціонерів Російської імперії, коли відбувся перший етап заснування дворянських та імператорських мистецьких колекцій. Відомо, що на певному періоду зацікавленість у античному мистецтві мала імператриця Катерина II, але її цікавили різьблені речі на напівкоштовному камінні (камеї та інталії), а не керамічні вази.
Запровадження у дворянську культуру класицизму французького зразка навернуло дворянство і до античності, до проблем античного мистецтва. Зміни на російському престолі призупинили придбання у Імператорський Ермітаж. І лише прихід у владу Миколи І пожвавив процес придбання нових експонатів у імператорське музейне зібрання. Цьому сприяло декілька обставин —
- шлюб Миколи І з прусською принцесою, батько котрої похвалявся перед російським зятем власним музеєм античних речей у Берліні
- приєднання до Російської імперії північного Причорномор'я, де почалися хижацькі розкопки з метою перепродажу знахідок і власного збагачення
- мода на античність, котру розділяла і імператорська родина, що купувала модні зразки в живопису, ювелірних прикрасах, порцеляні і виробах з срібла, в останню чергу серед модного античного антикваріата. Так були придбані у Європі ассирійські рельєфи, що набули моди на той час і теж прикрасили імператорську збірку старожитностей.

## Ядро музейного зібрання
Формування збірки давньогрецьких ваз йшло не планово і зацікавлено, а хаотично шляхом придбання відразу цілих колекцій або вибраних екземплярів з приватних колекцій. Ця хибна практика приводила до уяви, що зібрання не гірше за інші.
Так була придбана приватна колекція італійського антиквара і доктора медицини Піццаті. Збірку маркіза Джан Пьетро Кампана передивились і придбали частково, практично проігнорувавши картинну галерею маркіза, що мала чималу кількість картин раннього італійського відродження.
До придбаних ваз згодом додадуть екземпляри зі збірок Михайла Петровича Боткіна, родини графа Лаваль та інші. В радянські часи до Ермітажу передали невелику кількість грецьких ваз, серед котрих були дарунки німця Генріха Шлімана російському німцю, барону Штигліцю, що заснував у Петербурзі Училище технічного дизайну для виховання майстрів декоративно-ужиткового мистецтва.
Ненабагато збільшили колекцію дарунки від російської Академії наук та придбання закупівельної комісії, незначні дарунки іноземних візитерів чи прихильників Ермітажу. Так склалося базове ядро ермітажної збірки.

## Збірка Антоніо Піццаті, 1834 рік
В Римі було декілька колекціонерів давньогрецьких ваз. Часто ці збірки були вдалим вкладенням грошей і призначались для перепродажу за більшу ціну. Серед них був доктор медицини та антиквар Антоніо Піццаті. 1834 року його колекцію придбали для Санкт-Петербурга і первісно її розмістили у Імператорській Академії мистецтв.
Збірка була створена з керамічних ваз, знайдених під час хижацьких розкопок у італійському місті Нола. Там був розкопаний ще античний цвинтар, де було знайдена велика кількість давньогрецької кераміки. Нерівномірна за комплектуванням, збірка, однак, нараховувала декілька надзвичайно вартісних експонатів, котрі репрезентували окремі етапи давньогрецького вазопису музейно значущими зразками. Серед них —
- Червонофігурна амфора з морськими тваринами, Етрурія, Вульчі, 325–300 рр.  до н. е.
- Знущання Ахілла над мертвим Гектором, гідрія, чорнофігурний вазопис, сюжет з епізодом Троянської війни, 510-ті рр. до н.е.
- Аполлон і музи, чорнофігурний вазопис, амфора
- Гідрія з Ахіллом у засідці та Поліксеною біля джерела, червонофігурний вазопис, сюжет з епізодом Троянської війни, бл. 500-х рр до н.е.
- Червонофігурна гідрія  двома жінками у гінекеї (жіночій половині будинку), IV ст. до н.е.
- Червонофігурний аскос з зображеннями Ероса, IV ст. до н.е.
- Рибна таріль, Кампанья, Італія, 330–310 рр. до н.е.

## Римська збірка Кампана, 1862 р
Маркіз Кампана був керівником кредитної каси в Римі і, маючи кошти, створив власну колекцію картин і античних старожитностей. Маючи фінансові проблеми, маркіз запропонував продати приватні колекції російському царю 1851 р. Але цар вважав запрошену маркізом суму завеликою і відмовився від придбання. У маркіза була грошова розтрата і вже папа римський, як покарання, конфіскував його колекції, а маркіза примусили покинути Рим. Колекції Кампани продавали у роздріб, аби покрити борг маркіза. Імператор відрядив у Рим посланця, котрий відновив перемови і придбав для російського імператора 78 скульптур, 193 зразка кабінетної бронзи і п'ять сотень (500) зразків античних ваз, італійських і давньогрецьких.

## В XIX ст
Хаотичний характер придбання кераміки Стародавньої Греції зберігався практично все 19 століття. Окремі зразки приносили як придбання у приватних осіб (збірка Піццаті), як у Європі, так і у російських дворян, а також шляхом придбання окремих зразків, видобутих у хижацьких розкопках у Північному Причорномор'ї.

## У XX ст
Невелика збірка античних ваз була створена також у Імператорській Академії мистецтв як посібники для студентів. За часів СРСР ця збірка, як і конфісковані дворянські зібрання, за наказом уряду передані до збірок Ермітажу.

## Фонд
За двісті років придбань збірка Ермітажу нараховувала вже більше п'ятнадцяти тисяч (15 000) давньогрецьких ваз, цілих і в уламках. Незважаючи на помітку кількість зразків, збірка зберігає риси хаотичного формування, де окремі етапи висвітлюють досить репрезентативно історію розвитку керамічного виробництва стародавніх греків, тоді як ранні етапи висвітлені одиничними зразками або уламками колишніх ваз. Так, керамічні майстерні островів Кіпра, Самоса, Хіоса, Халкіди представлені поодинокими зразками. Науковий підхід до формування збірки прийшов лише у XX ст., коли закупівельні можливості музею були надто обмежені комуністичним урядом.
- Вази геометричного стиля маються у поодиноких зразках.
- Егейська кераміка в збірках Ермітажу практично відсутня.
- Вази стилю «фікеллура» були відсутні і лакуна була заповнена завдяки археологічним знахідкам у Ольвії (сучасна Україна), у Пантікапеї та на острові Березань.
- Рання родоська кераміка (неушкоджений глек), найдений у похованні на Темір-горі, єдиний такий зразок. Декілька уламків родоської кераміки були також знайдені на острові Березань.

За науковими даними період грецької архаїки (VII та VI ст.до н. е.) був періодом піднесення живопису і давньогрецької кераміки. Зростання добробуту мешканців грецьких міст, наявність майстерних ремісників і глин сприяли розвитку керамічного виробництва і розгалуженню, спеціалізації у самому керамічному виробництві. Грецькі керамісти наче змагались у створенні нових форм ваз, різних за призначенням. Поряд із пересічним і нефарбованим посудом почали створювати естетично вишукані і унікальні зразки, вкриті художньо вартісним живописом. На певний період чорнофігурний вазопис того періоду випередив у власному розвитку — навіть розвиток давньогрецької скульптури, уславленої в усьому світі. Відсутність канону сприяла розкутості творчих можливостей вазописців, чиї твори перевершили умовність мистецтва грецької архаїки і відтворили усі драми, усі негаразди чи дарунки життя тої тривожної доби.
Художню вартість чорнофігурного вазопису з часом підвищила та обставина, що вазописці переносили на горщики композиції сучасного їм монументального живопису, котрий практично повсюдно був знищений або збережений лише у поодиноких античних похованнях… Були закладені могутні підвалини такого мистецтва, що розквітне у реалістичних і довершених формах майбутньої грецької класики. При цьому була збережена художня вартість самого мистецтва грецької архаїки, що отримала неперевершеність в сміливості тогочасних пошуків.

## Представлені вазописці
Більш вдало у збірці репрезентовані зразки мистецтва відомих давньогрецьких вазописців (що дозволило порівнювати збірку з аналогічними у Парижі, Берліні і частково у Лондоні), серед котрих — Майстер С, Амазіс, Екзекій, Діосфос, майстер Скіфа, Епіктет, Ефроній, Евфімід, Берлінський майстер, майстер Пана вазописці Бригоса, Дуріса, майстра Небід, Гермонакс, Содат, твори Ленінградського майстра і майстра Пенелопи тощо.

## Галерея фото

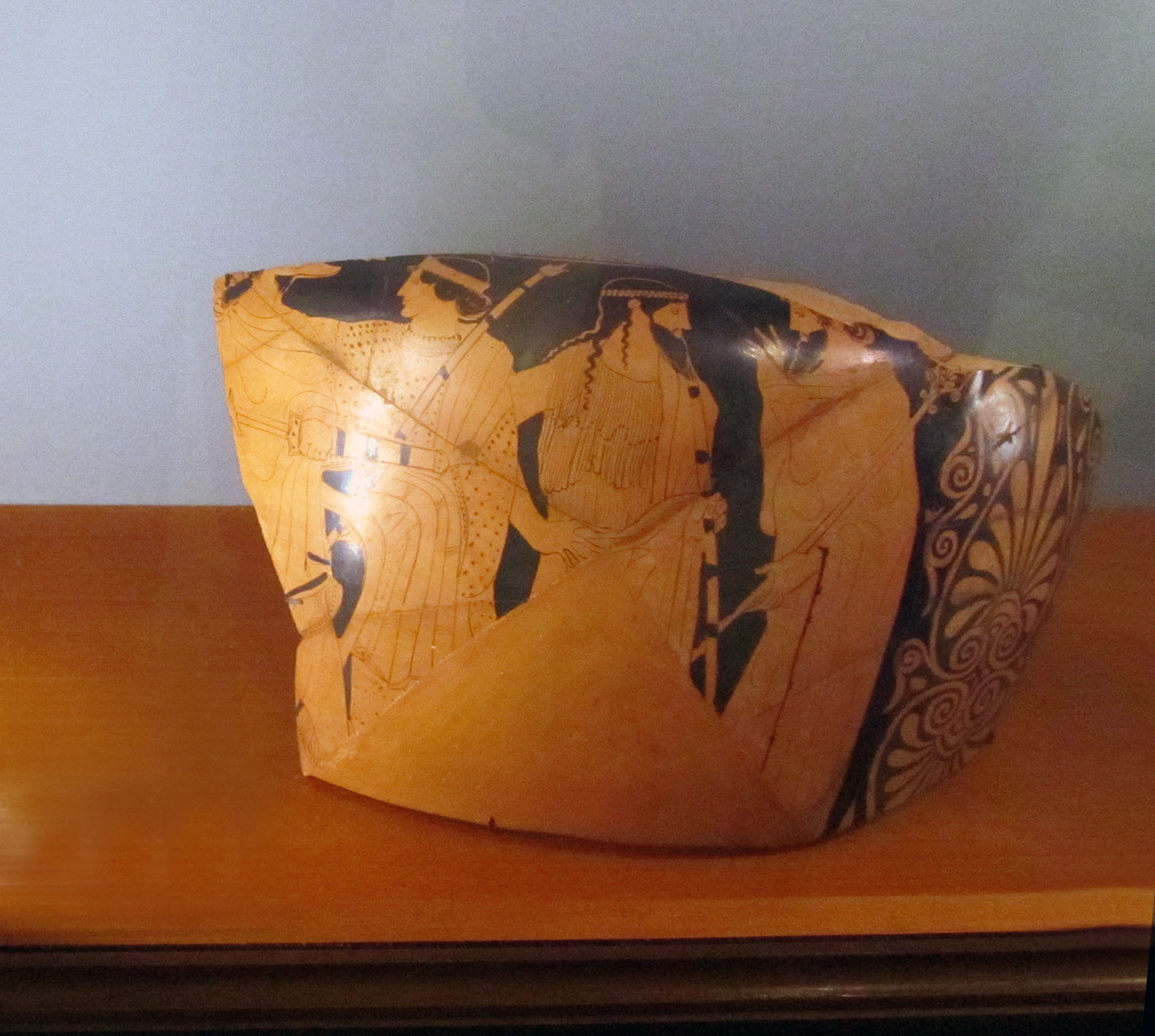
Уламок вази, Аттика, червонофігурний вазопис, бл. 450 р. до н.е.
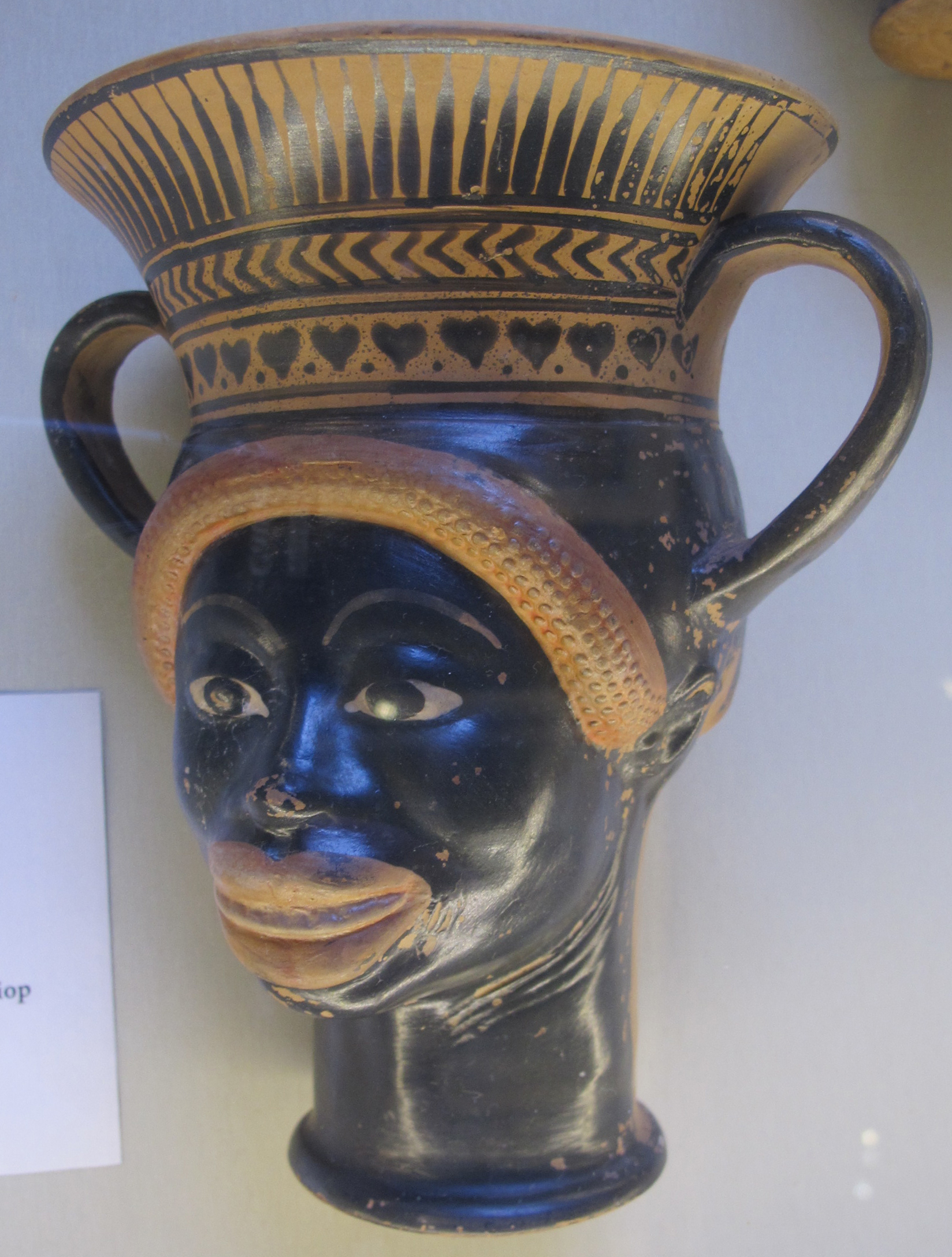
Кантар з голівкою ефіопки, Аттика,, 510-490 рр. до н.е.
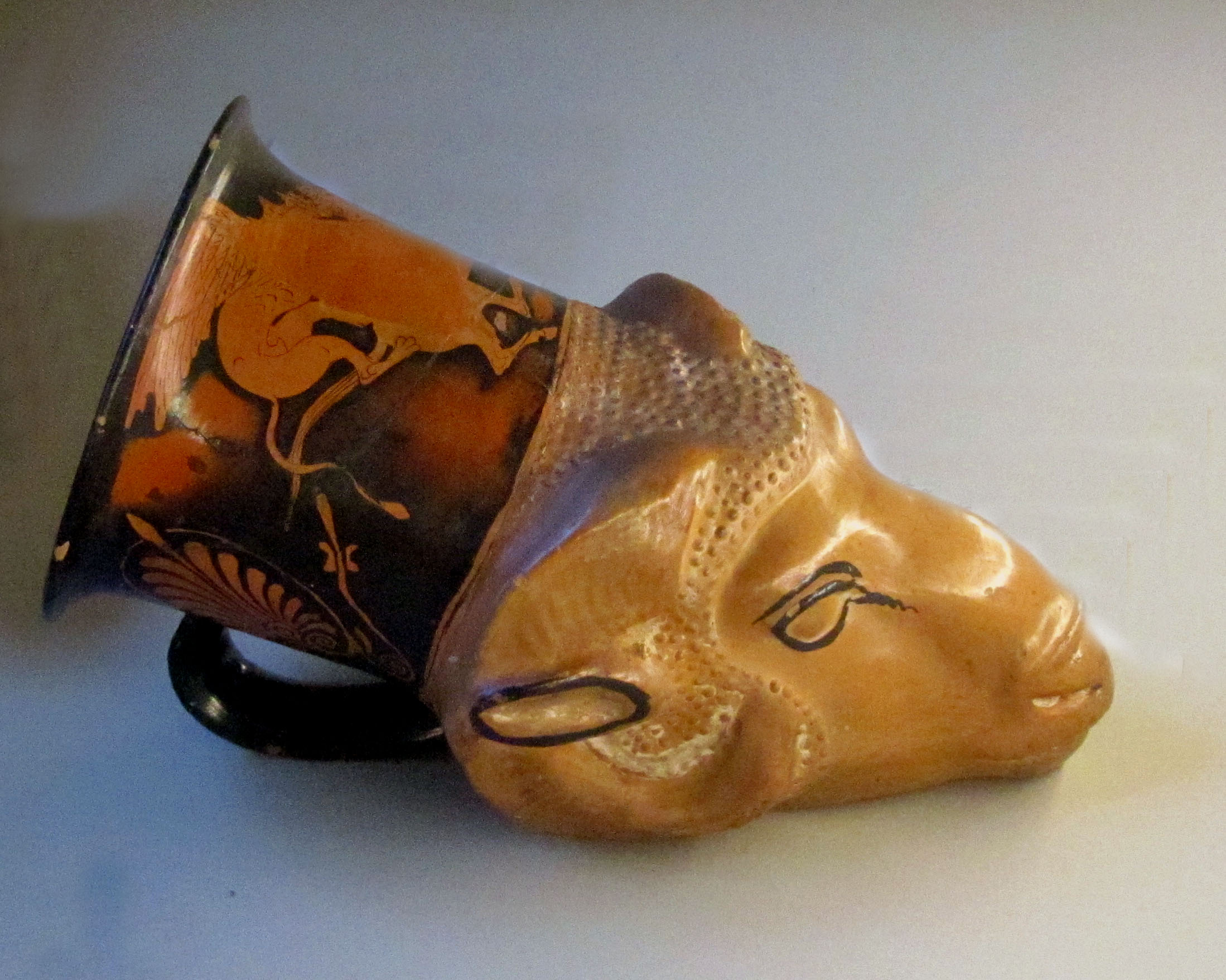
Ритон у формі голови барана, Вазописець Еретрія, бл. 430 р. до н.е.
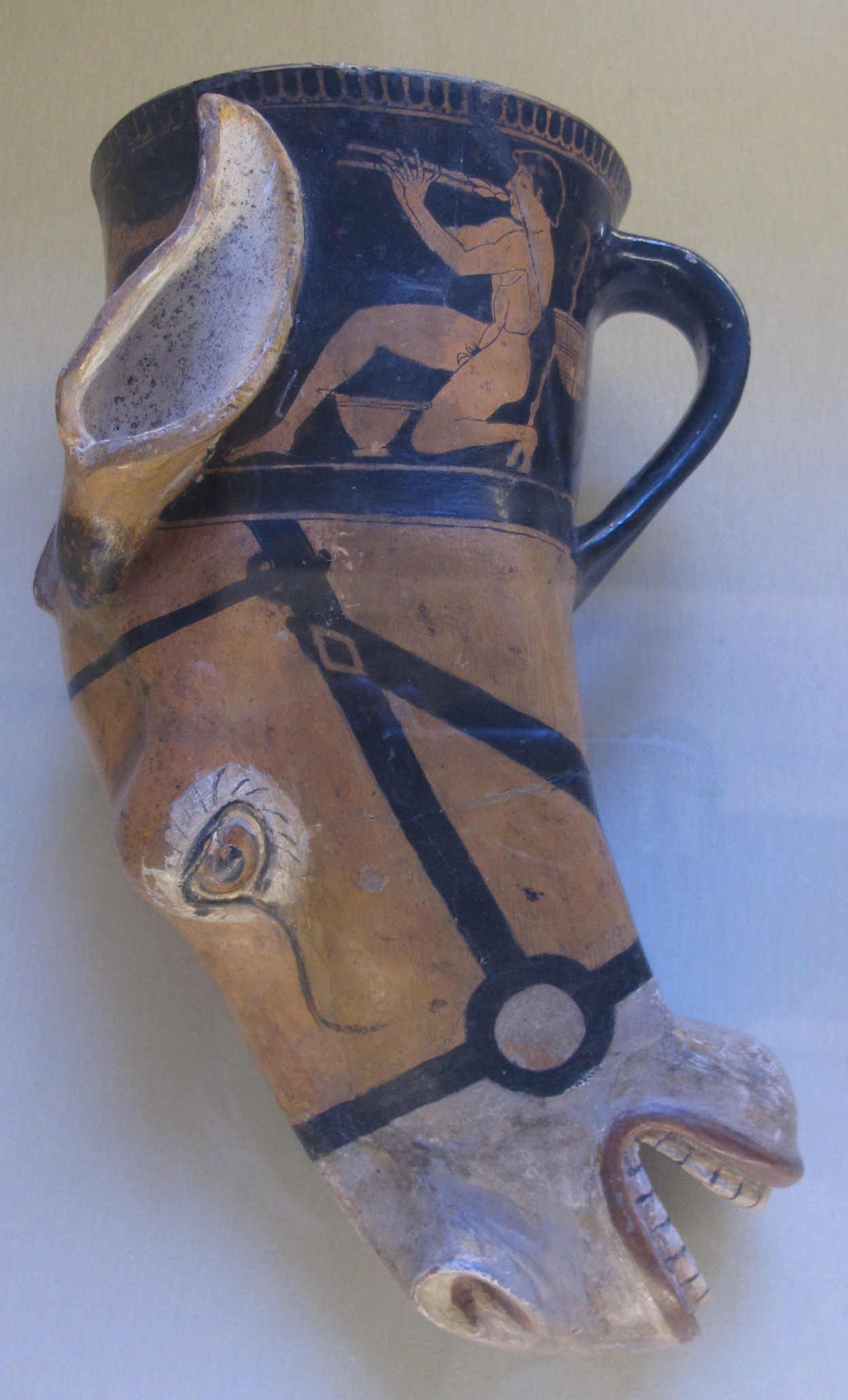
Ритон у формі голови мула. Вазописець Брига. Аттика,  бл. 480 р. до н.е.
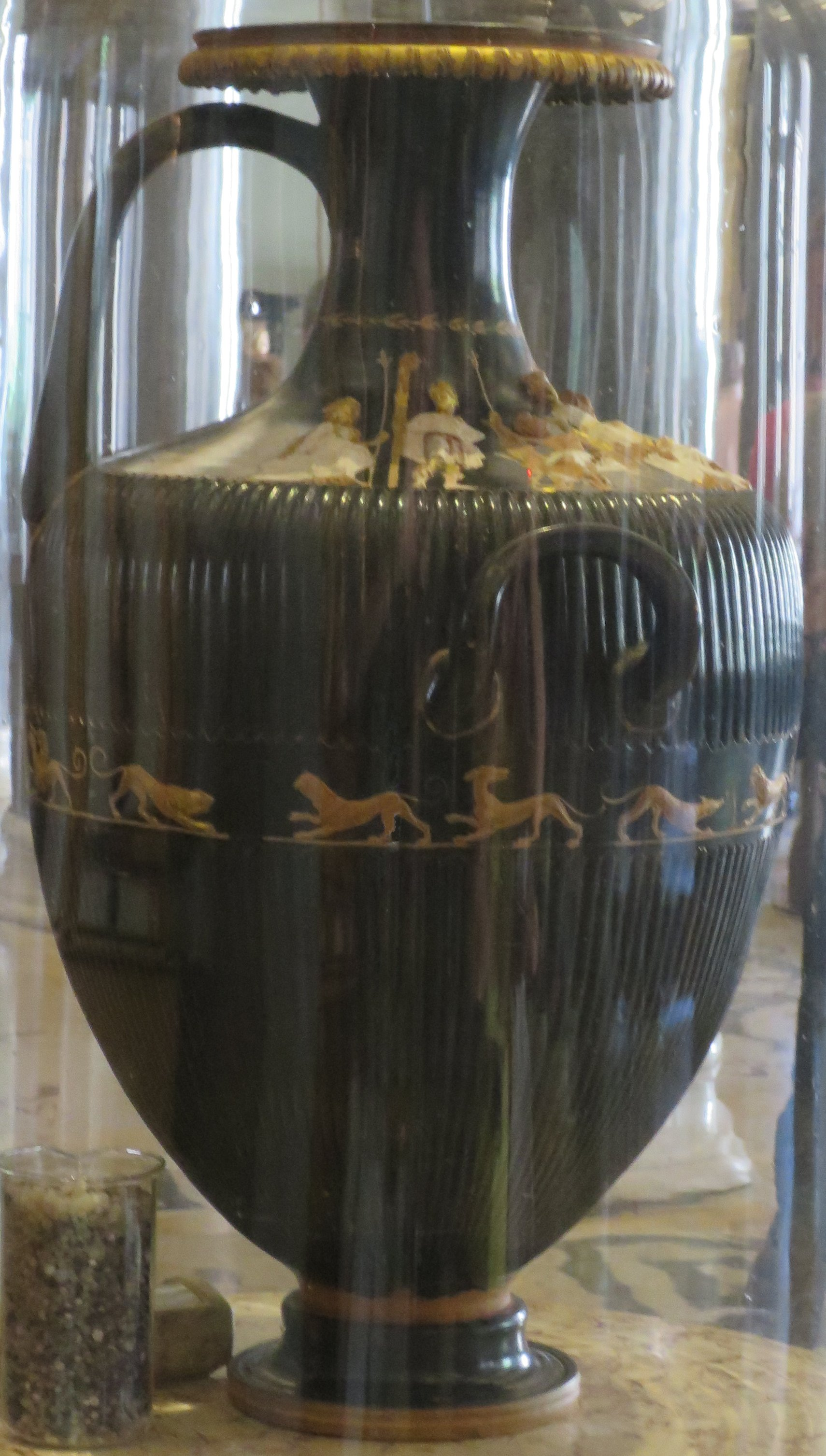
Так звана  «Цариця ваз », IV ст. до н.е., Південна Італія, Велика Греція.

## Зали для експонування давньогрецьких ваз
Вже в першій половині XIX ст. поклопотались про зали для експонування імператорської колекції давньогрецьких ваз. Було вибудоване окреме приміщення в рівень із Зимовим палацом, де цар Микола І запланував розташування картинної галереї і мистецьких колекцій імператорської родини. В новому приміщенні була передбачена бібліотека. Залу декорували люнетами з ліпленими медальйонами, де розмістили умовні портрети філософів і християнських богословів, твори чиїх було слід вивчати.
Стрімке придбання ваз примусило переглянути первісний план і зали бібліотеки віддали під експонування давньогрецьких ваз. Саму бібліотеку розмістили у інших приміщеннях.